# Fattore di caduta
In arrampicata e alpinismo il fattore di caduta è un numero che descrive la gravità di una caduta durante una arrampicata o ascensione alpinistica.
Il fattore di caduta è definito come il rapporto tra la quota che l'arrampicatore perde durante la caduta e la lunghezza della corda tra l'arrampicatore cadente e il punto di assicurazione; la corda al punto di assicurazione è considerata bloccata.
Più è alto il fattore di caduta ({\displaystyle F_{c}}) e più è alto il rischio di ferite.
{\displaystyle F_{c}={\frac {Q}{L}}}
dove
Q = quota persa nella caduta

L = lunghezza della corda
Esempi:
| Q    | L    | Fc   | Rischio                                                                                 |
| ---- | ---- | ---- | --------------------------------------------------------------------------------------- |
| 2 m  | 15 m | 0,13 | Basso (es: caduta di 2 m con corda vincolata in basso a 13 m del punto di arresto)      |
| 15 m | 30 m | 0,5  | Medio (es: caduta di 15 m con corda vincolata alla stessa altezza del punto di arresto) |
| 30 m | 15 m | 2    | Molto alto (es: caduta di 30 m con corda vincolata a 15 metri dal punto di arresto)     |

L'importanza del fattore di caduta è connessa con la possibilità di ferite gravi, dovute da un lato alla brusca decelerazione sopportata al momento dell'arresto dall'arrampicatore (influenzata anche dall'elasticità della corda) e dall'altro alla forza che agisce su corde moschettoni e imbragatura al momento dell'impatto con conseguente possibile rottura o danneggiamento degli stessi.

## Forza di caduta
L'esercito degli Stati Uniti d'America ha compiuto ricerche sul paracadutismo e sui seggiolini eiettabili degli aeroplani militari giungendo alla conclusione generale che se l'accelerazione (o decelerazione) a cui è sottoposto l'uomo supera {\displaystyle a_{max}=15} g si possono avere ferite gravi. Questo valore di decelerazione è valido se la posizione del corpo è verticale, con la testa verso l'alto e le gambe verso il basso. Tale valore si riduce notevolmente se la posizione di arresto è con la testa in posizione inferiore rispetto al resto del corpo.
La forza {\displaystyle F_{max}} a cui è sottoposto un uomo di massa {\displaystyle m} in seguito a tale accelerazione è data da:
{\displaystyle F_{max}=ma_{max}\ }
Si può dimostrare, con un semplice modello matematico di arrampicatore cadente (vedi sezione "modello matematico di arrampicatore cadente"), che la forza {\displaystyle F_{stop}} a cui è soggetto l'arrampicatore cadente nel momento del suo arresto è pari a:
{\displaystyle F_{stop}={\sqrt {2mgk_{0}{\frac {Q}{L}}}}}
dove {\displaystyle m} è la massa dell'arrampicatore, {\displaystyle g} è l'accelerazione di gravità, {\displaystyle k} è un coefficiente che descrive l'elasticità della corda, {\displaystyle {\frac {Q}{L}}} è il fattore di caduta essendo {\displaystyle Q} la quota perduta dall'arrampicatore cadente ed {\displaystyle L} la lunghezza della corda tra l'arrampicatore cadente e il punto di assicurazione.
{\displaystyle Q} può anche essere definito come la differenza tra la quota dell'arrampicatore al momento della caduta e la quota dello stesso al momento del suo arresto.
Per limitare il rischio di ferite gravi all'arrampicatore cadente è allora necessario che si abbia
{\displaystyle F_{stop}<F_{max}\ } cioè {\displaystyle {\sqrt {2mgk_{0}{\frac {Q}{L}}}}<F_{max}}
Quindi, a parità di massa e corda, più è piccolo il fattore di caduta e più è ampio il margine di sicurezza per l'arrampicatore per quanto riguarda la forza sopportata al momento dell'arresto.

## Arrampicata in progressione
Se la corda è agganciata a un punto fisso, il fattore di caduta non può superare il valore 2. Infatti, non è possibile cadere per una lunghezza superiore al doppio della propria corda, a meno che la corda sia agganciata a un punto scorrevole (come avviene ad esempio nelle vie ferrate).
In genere un fattore di caduta prossimo o superiore al valore 2 è considerato pericoloso. A titolo di esempio una caduta di 20 metri è molto più pericolosa se ad attutirla c'è una corda di 10 metri (Fc=2) invece che una corda di 20 metri (Fc=1).
Per questo motivo è fondamentale avere quanti più punti intermedi di assicurazione possibile nei tiri di corda.

## Vie ferrate
Negli incidenti sulle vie ferrate il fattore di caduta può essere molto elevato in quanto la lunghezza della corda tra il moschettone e l'imbragatura è molto limitata, mentre la lunghezza della caduta dipende dalla conformazione e dai punti di ancoraggio della via ferrata, e può anche essere notevole.
Allo scopo di contenere la pericolosità di questo tipo di caduta vengono utilizzati nei kit da ferrata dei dispositivi che dissipano l'energia cinetica in energia termica, chiamati appunto dissipatori.

## Modello matematico di arrampicatore cadente
L'arrampicatore ha una massa m e da quando inizia a cadere a quando si ferma perde una quota Q+x; questo significa che perde un'energia potenziale pari a mg(Q+x)  che viene progressivamente trasformata in energia cinetica e poi in energia elastica  1⁄2 {\displaystyle kx^{2}} (supponendo che la corda si comporti in modo perfettamente elastico, ossia si deformi in modo proporzionale alla forza applicata, il che avviene se la forza applicata è molto inferiore al carico di rottura della corda); questo significa che nel momento di massimo allungamento della corda si ha:
{\displaystyle {\frac {1}{2}}k(x_{max})^{2}=mg(Q+x_{max})}
essendo la forza elastica di richiamo esercitata dalla corda  {\displaystyle F=kx} , la forza massima esercitata dalla corda sull'arrampicatore ({\displaystyle F_{stop}}) sarà quella associata all'allungamento massimo della corda ({\displaystyle x_{max}}) e quindi, supponendo che {\displaystyle x_{max}} sia trascurabile rispetto a Q:
{\displaystyle F_{stop}=kx_{max}={\sqrt {k^{2}(x_{max})^{2}}}={\sqrt {2k\ {\frac {1}{2}}k(x_{max})^{2}}}={\sqrt {2k\ mgQ}}={\sqrt {2mgkQ}}}

### La costante elastica
Se una corda (perfettamente elastica) di lunghezza L è soggetta ad una forza di trazione F, su un tratto di corda infinitesimo di lunghezza {\displaystyle dL} agisce una forza F pari a quella applicata ad un estremo della corda (in condizioni di equilibrio dinamico) e pertanto esso si allunga di un allungamento infinitesimo:
{\displaystyle \ dx=\lambda FdL}
pertanto l'allungamento complessivo della corda è:
{\displaystyle x=\int _{0}^{x}dx'=\int _{0}^{L}\lambda FdL'=\lambda FL}
e quindi
{\displaystyle F={\frac {1}{\lambda L}}x}
La costante elastica della corda (k), ossia il coefficiente di proporzionalità fra l'allungamento della corda (x) e la forza elastica di richiamo che essa esercita (F) è quindi inversamente proporzionale alla lunghezza della corda (ciò significa che più la corda è lunga e più è facile deformarla); quindi, detta L la lunghezza della corda coinvolta nella caduta (la lunghezza del tratto di corda compreso fra l'imbragatura dell'arrampicatore cadente ed il punto in cui tale corda è fissata), si ha:
{\displaystyle k={\frac {1}{\lambda L}}={\frac {k_{0}}{L}}}
E la forza massima esercitata dalla corda sull'arrampicatore risulta quindi:
{\displaystyle F_{stop}={\sqrt {2mg{\frac {k_{0}}{L}}Q}}={\sqrt {2mgk_{0}{\frac {Q}{L}}}}}
dove {\displaystyle k_{0}} è una costante che dipende dalla corda.